# APL Automobil-Prüftechnik Landau
Die APL Automobil-Prüftechnik Landau GmbH ist ein deutsches Unternehmen, das 1989 gegründet wurde und zur APL Group gehört. Seit ihrer Gründung hat sich die APL GmbH von einem regionalen Testdienstleister zu einem globalen Entwicklungspartner für namhafte Unternehmen in den Bereichen Automobil, Luftfahrt und Mineralölindustrie entwickelt. Das Unternehmen bietet Entwicklungsdienstleistungen und die Prüfstandserprobungen modernster Antriebstechnologien, sowie von Hochvoltbatterien und Betriebsstoffen an. Weitere Leistungen im Portfolio sind die Themenfelder Softwareentwicklung, sowie die Integration und Absicherung automatisierter Fahrfunktionen und Fahrerassistenzsysteme.
Der Hauptsitz befindet sich in Landau in der Pfalz, weitere Standorte sind in Wolfsburg und Bietigheim-Bissingen. APL beschäftigt etwa 1.000 Mitarbeitende und betreibt mehr als 300 Prüfstände.

## Unternehmensgeschichte
Die APL Automobil-Prüftechnik Landau GmbH wurde 1989 in Landau in der Pfalz gegründet. Im Jahr 2011 erfolgte die Eröffnung des E-Drive-Zentrums in der Fichtenstraße in Landau. 2018 wurden die Antriebs- und Batterieprüfung ausgebaut sowie ein Fahrzeug-Rollenprüfzentrum errichtet. 2019 wurde ein Multifunktionsgebäude fertiggestellt, das ein Chemie- und Analyselabor sowie einen Messraum umfasst.
2021 begann der Bau neuer Batterie-, EMV- und Umwelterprobungsprüfstände am Standort „In der Viehweide“ in Landau und im selben Jahr wurde die erste Niederlassung in Tokio, Japan, gegründet. Im Jahr 2023 trat eine neue Geschäftsführung an, bestehend aus Volker Zimmermann (CEO), Cornelia Mast (CFO) und Christian Lensch-Franzen (CTO).

## Tätigkeitsbereiche
Die APL GmbH bietet Entwicklungs- und Prüfdienstleistungen für Einzelkomponenten bis hin zu vollständigen Antriebssträngen. Zu den Schwerpunkten zählen:

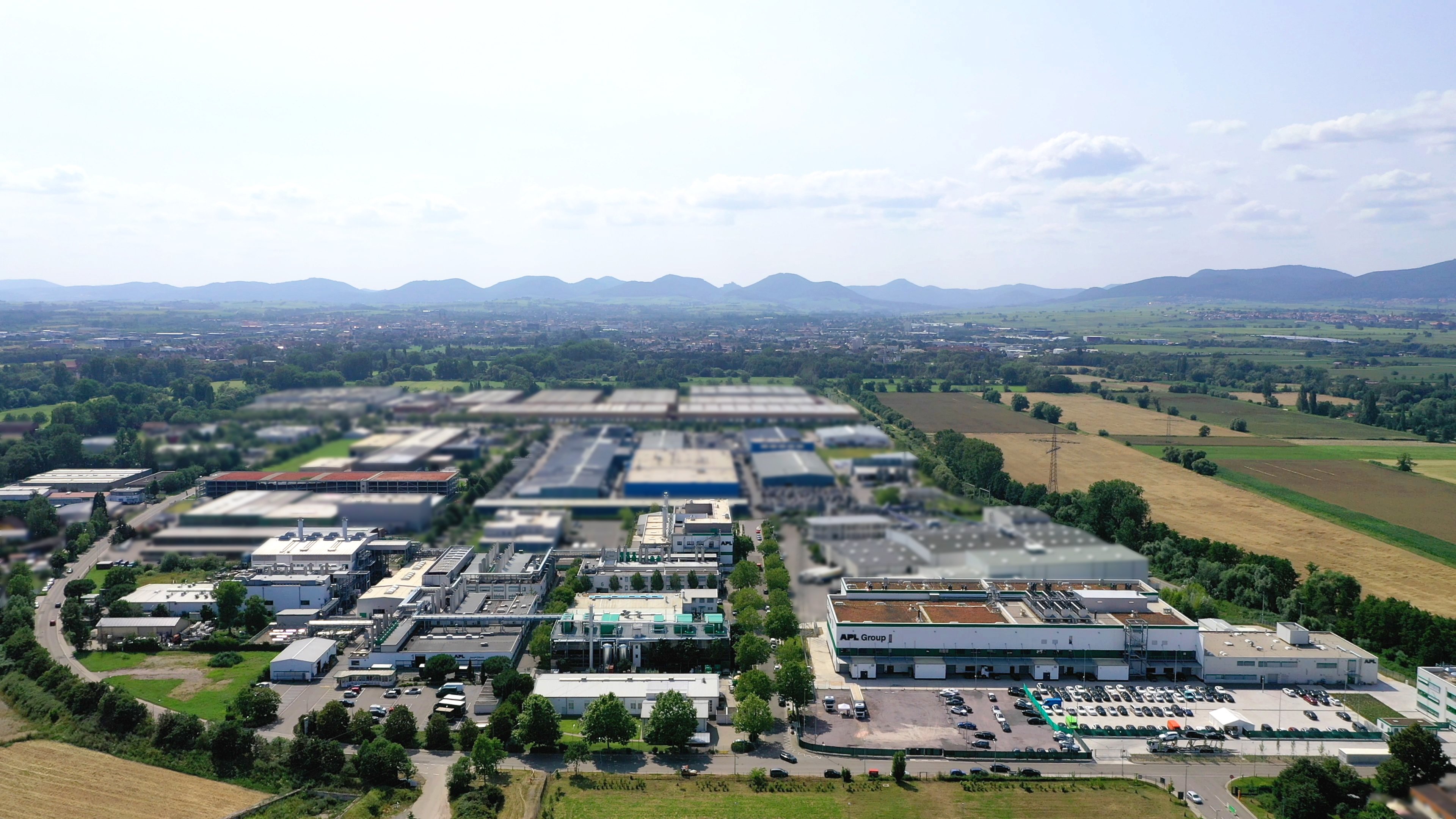
Hauptstandort Landau in der Pfalz

- Vehicle Integration & Software
- Sustainable Powertrains
- Energy System
- Smart Chemicals & Liquids
- ADAS & Safety Functions
- Data Management & Data Analytics

## Tochtergesellschaften

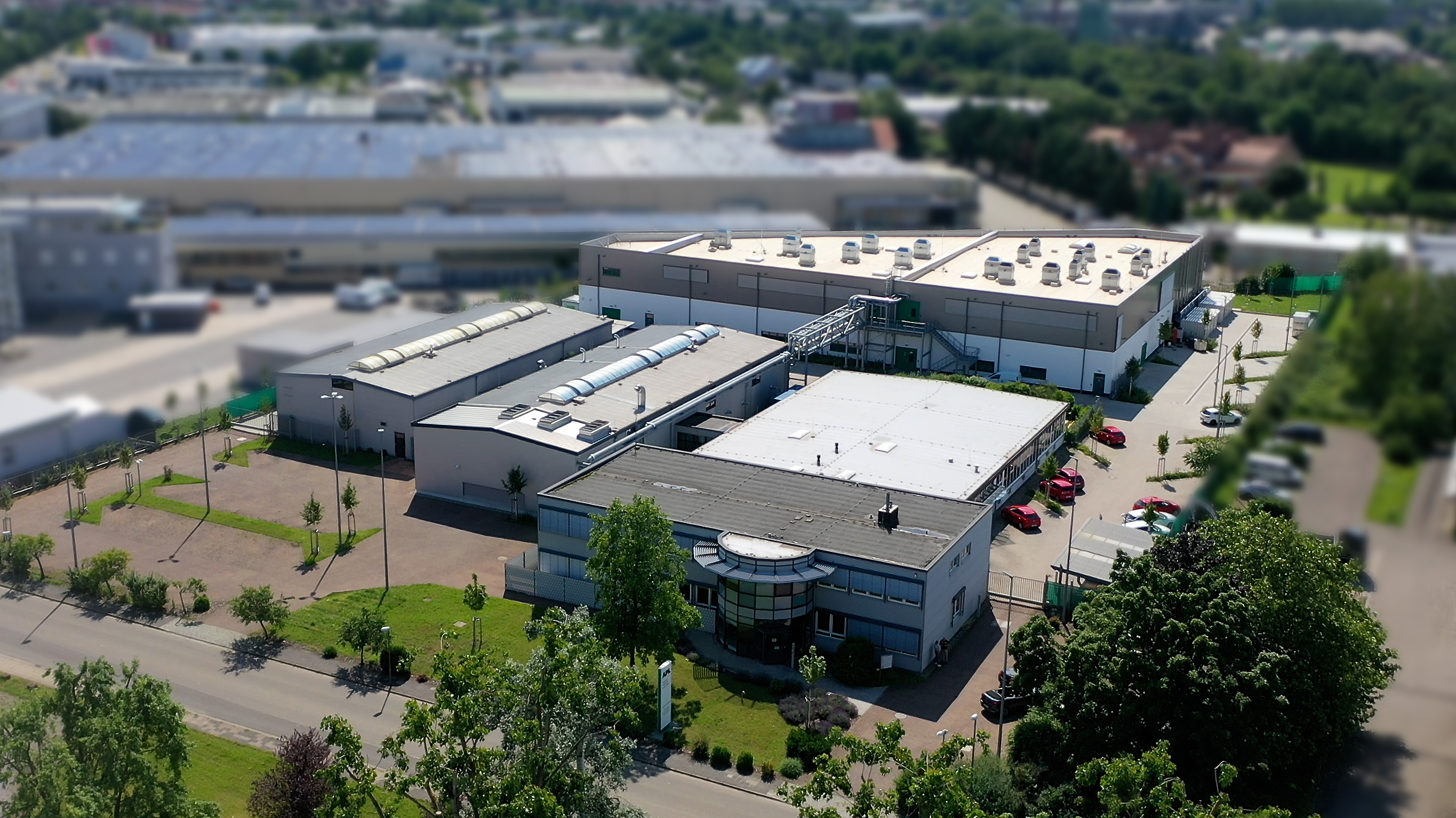
Standort Landau Fichtenstraße

Die APL Group besteht aus mehreren Unternehmen mit unterschiedlichen Spezialisierungen:
- IAVF Antriebstechnik GmbH (Karlsruhe) – Spezialisiert auf die Entwicklung und Prüfung von Verbrennungs- und Hybridantrieben.
- AIP GmbH & Co.KG (Haldenwang und Shanghai) – Fokussiert auf Prüf- und Messtechnik für Antriebssysteme sowie Automatisierungslösungen.[9]
- IVP IAVF-Volke Prüfzentrum für Verbrennungsmotoren GmbH (Wolfsburg) – Experte für Motorenprüfungen und Emissionsmessungen.

## Standorte
(Quelle: )
- Landau in der Pfalz, Deutschland (Hauptsitz)
- Wolfsburg, Deutschland
- Bietigheim-Bissingen, Deutschland